# Atelier des produits résineux de Luxey
L'atelier des produits résineux a été fondé au milieu du XIXe siècle par Louis et Jacques Vidal dans la commune de Luxey située dans la région française des Landes de Gascogne. Si cette ancienne usine à gemme produisait à l'époque de l'essence de térébenthine et du colophane, elle fait aujourd'hui office de musée.

## Le domaine Vidal et ses bâtiments industriels
L'atelier des produits résineux se compose de trois bâtiments implantés non loin de la forêt de pin dont était extraite la résine. Le premier bâtiment permettait aux artisans d'entreposer la matière première lors de la réception de la gemme et de la résine. Le second bâtiment avait pour fonction de transformer cette matière première en colophane ainsi qu'en essence de térébenthine. Enfin, le troisième faisait office d'entrepôt afin de stocker les produits finis prêts à être exportés. La proximité de cet ensemble de bâtiments des berges d'un ruisseau a permis le bon fonctionnement de l'atelier. De plus, le domaine boisé de l'atelier des produits résineux abritait également en son sein des habitations destinées à loger les nombreux artisans.

### Production massive
L'usine ouvre ses portes en 1859 et accueillera dès lors 200 gemmeurs. Elle devient ainsi brusquement un moteur de développement pour la petite commune de Luxey. La fabrication d'essence de térébenthine et de colophane était rendue possible grâce à des métayers gemmeurs qui récoltaient et livraient la résine. L'usine distillait plus de 260 000 litres annuels de matières résineuses au terme de ses premières années de développement, ceci évoluant progressivement vers une production massive allant jusqu'à 500 000 litres par an. Cette importante production était par la suite transportée jusqu'à la ville de Bordeaux avant d'être exportée dans la France entière et par delà les océans, dans des contenants tels que des jarres en terre vernissée, des cuves en acier ou en cuivre.

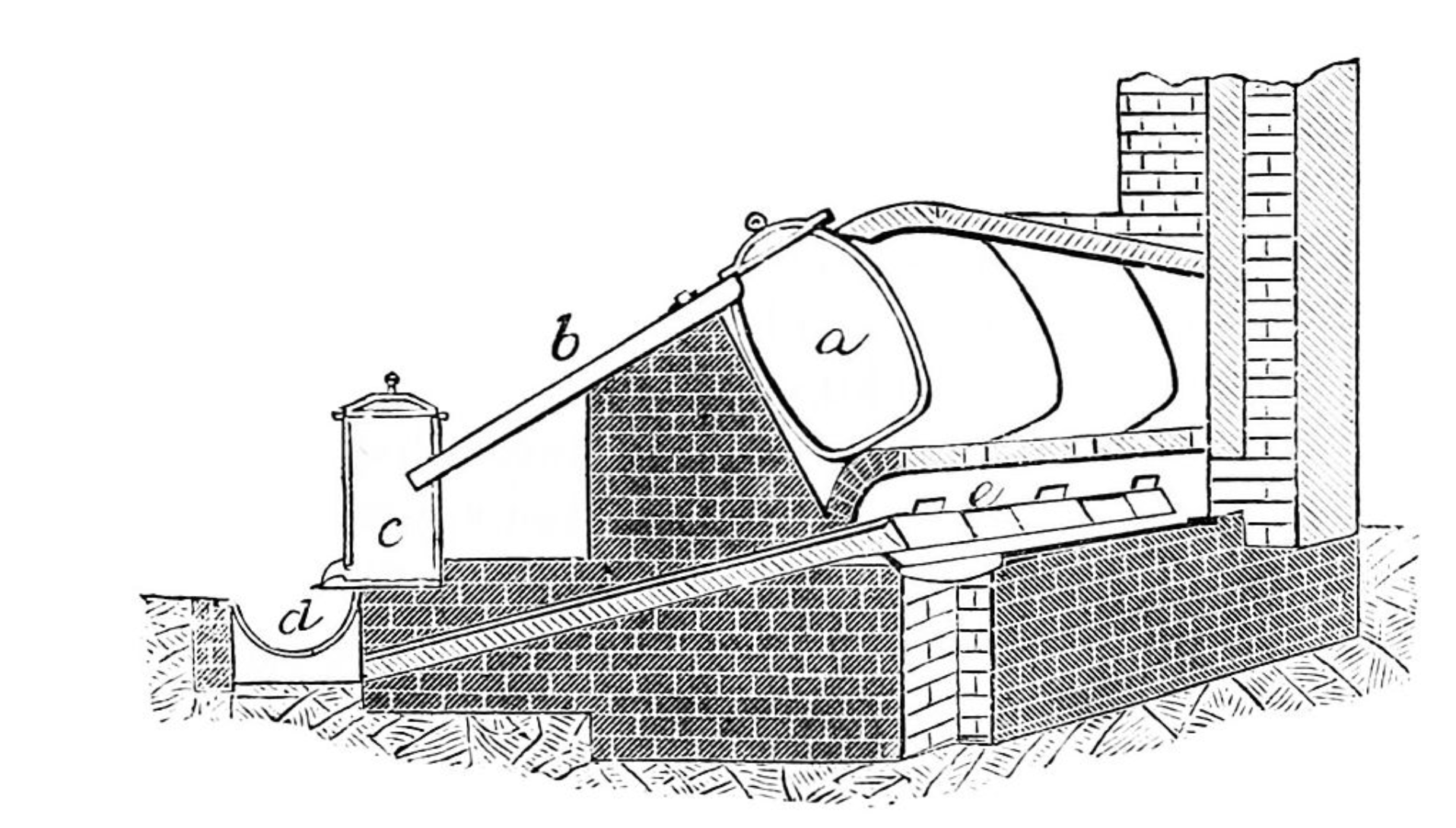
Schéma de la distillation de la résine.

Les artisans se servaient de charrettes adossées au quai de réception afin de déplacer la gemme dans de larges barques. Celle-ci était ensuite transportée dans le deuxième bâtiment à l'aide de wagonnet jusqu'à d'immenses chaudières. La distillation de la gemme au sein de larges alambics en cuivre permettait de recueillir l'essence de térébenthine et la colophane.

### Essoufflement de la production

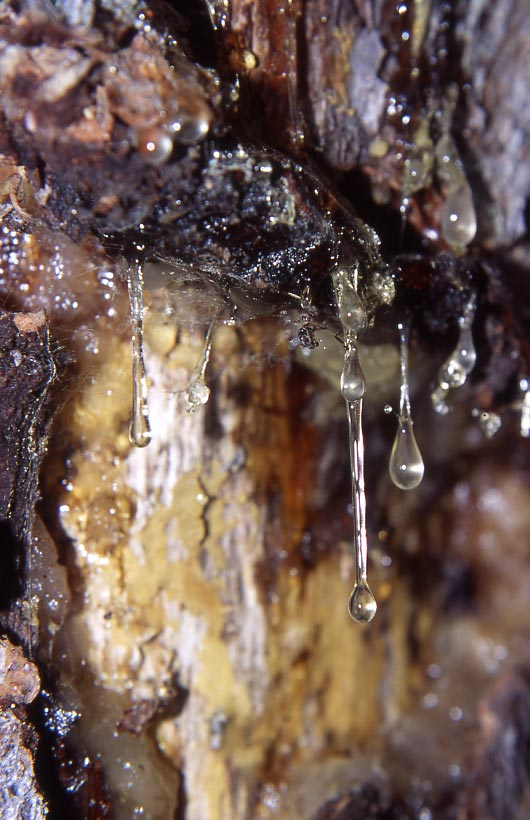
Résine de pin.

L'atelier des produits résineux de Jacques et Louis Vidal s'est arrêté de fonctionner en 1954. En effet, si la production était fructueuse jusque dans les années 1920 ; période décrite par un préfet Landais de "temps de l'arbre d'or", la production a fortement décrue dans les années 1930. La crise fut dévastatrice dans le domaine de fabrication de matières résineuses, laissant derrière elle un atelier fantôme dans la petite commune de Luxey.

## Reconversion en musée
C'est à partir de l'année 1975 que l'atelier des produits résineux de Luxey fut intégré aux sites de l'écomusée de la Grande-Lande. En effet, après que le domaine ait été acquis par le Parc naturel régional des Landes de Gascogne, la société Grand'landaise a lancé le projet afin de valoriser ce témoignage de l'histoire industrielle landaise. Cette reconversion en musée fut une réussite puisque l'atelier Vidal accueil chaque année près de 20 000 visiteurs. L'atelier marche donc dans les pas du fameux Écomusée de Marquèze à Sabres ouvert en 1970 par la même société.
Ainsi, les trois bâtiments de l'atelier des produits résineux ont été aménagés en lieux d'expositions. Dès lors, les visiteurs peuvent ainsi appréhender les diverses techniques de gemmage nécessaires à la fabrication de nombreux produits du quotidien tels que le rouge à lèvres, la colle, le vernis ou encore les matières plastiques. 

### Appellation protégée
En 1990, les nouveaux propriétaires de l'atelier Vidal ont pour souhait d'obtenir une appellation protégée afin de maintenir ce lieu chargé d'histoire dans la continuité. Dès lors, l'ensemble des trois bâtiments industriels ainsi que les anciens logements ouvriers sont depuis un arrêté du 19 février 1990 protégés au titre des Monuments historiques.

### Dégradations de l'atelier
Si l'atelier Vidal a fait l'objet d'une préservation sans faille depuis sa construction en 1859, les années 2005 et 2006 furent préjudiciables. En effet, deux pièces centrales de l'atelier ont été volées respectivement pendant l'hiver 2005 et le mois d'août 2006. La cornue et le serpentin, tous deux fabriqués en cuivre ont probablement été la proie de revendeurs de métaux.

### Rénovation de cet héritage industriel
C'est en mars 2017 que les travaux de restauration de l'Atelier des produits résineux ont débuté sous la direction de l'architecte du patrimoine Delphine Gramaglia. Ces travaux concernaient les bâtiments de distillation, de réception ainsi que de stockage, tout en préservant l'héritage historique de ce patrimoine. L'Atelier a bénéficié d'une réfection de sa charpente et de sa menuiserie ainsi que d'un aménagement rendant possible la visite aux personnes à mobilité réduite.